# Polideportivo Delmi
Polideportivo Delmi (również znana jako Estadio Delmi) – argentyńska hala widowiskowo-sportowa w Salcie, powstała w 1986. Może pomieścić 6 000 widzów. W 2002 odbyły Mistrzostwa Świata w Piłce Siatkowej Mężczyzn.